# Aphonomorphus
Aphonomorphus is een geslacht van rechtvleugeligen uit de familie krekels (Gryllidae). De wetenschappelijke naam van dit geslacht is voor het eerst geldig gepubliceerd in 1903 door Rehn.

## Soorten
Het geslacht Aphonomorphus omvat de volgende soorten:
- Aphonomorphus adjunctus Chopard, 1956
- Aphonomorphus beltistos Otte, 2006
- Aphonomorphus celeticos Otte, 2006
- Aphonomorphus conspersus Bruner, 1916
- Aphonomorphus diversus Walker, 1871
- Aphonomorphus duplovenatus Chopard, 1937
- Aphonomorphus ecuador Gorochov, 2010
- Aphonomorphus elegans Chopard, 1956
- Aphonomorphus ferox Otte, 2006
- Aphonomorphus griseus Chopard, 1912
- Aphonomorphus halans Otte, 2006
- Aphonomorphus hapitheformis Bruner, 1916
- Aphonomorphus humilis Gorochov, 2010
- Aphonomorphus inopinatus Rehn, 1920
- Aphonomorphus lividus Burmeister, 1838
- Aphonomorphus luteicornis Chopard, 1954
- Aphonomorphus major Chopard, 1912
- Aphonomorphus montanus Gorochov, 2010
- Aphonomorphus morona Gorochov, 2010
- Aphonomorphus mutus Saussure, 1874
- Aphonomorphus novus Rehn, 1917
- Aphonomorphus obliquus Bruner, 1916
- Aphonomorphus pallidissimus Walker, 1869
- Aphonomorphus parvus Piza, 1968
- Aphonomorphus peru Gorochov, 2010
- Aphonomorphus proximus Gorochov, 2010
- Aphonomorphus pusillus Hebard, 1928
- Aphonomorphus robustus Gorochov, 2010
- Aphonomorphus schunkei Chopard, 1956
- Aphonomorphus silens Saussure, 1878
- Aphonomorphus socius Chopard, 1956
- Aphonomorphus socors Otte, 2006
- Aphonomorphus solitarius Gorochov, 2010
- Aphonomorphus solitus Gorochov, 2010
- Aphonomorphus stipatus Chopard, 1956
- Aphonomorphus surdus Rehn, 1918
- Aphonomorphus sympatricus Gorochov, 2010
- Aphonomorphus telskii Saussure, 1874
- Aphonomorphus tenebrosus Hebard, 1928
- Aphonomorphus testaceus Chopard, 1912
- Aphonomorphus timidus Saussure, 1897
- Aphonomorphus ucayali Gorochov, 2010
- Aphonomorphus variegatus Chopard, 1912
- Aphonomorphus venado Gorochov, 2010
- Aphonomorphus atalaya Gorochov, 2010
- Aphonomorphus atrifrons Chopard, 1931
- Aphonomorphus dilutus Gorochov, 2010
- Aphonomorphus fuscus Gorochov, 2010
- Aphonomorphus peruvianus Saussure, 1874
- Aphonomorphus allardi Chopard, 1956
- Aphonomorphus amazon Gorochov, 2010
- Aphonomorphus elongatus Gorochov, 2010
- Aphonomorphus fasciatus Gorochov, 2010
- Aphonomorphus satipo Gorochov, 2010
- Aphonomorphus simulator Gorochov, 2010
- Aphonomorphus vulgatus Gorochov, 2010
- Aphonomorphus woronovi Gorochov, 2010
- Aphonomorphus distinctus Gorochov, 2010
- Aphonomorphus mirus Gorochov, 2010
- Aphonomorphus gusarovi Gorochov, 2010
- Aphonomorphus deviatus Gorochov, 2010
- Aphonomorphus obscurus Chopard, 1956
- Aphonomorphus parobscurus Gorochov, 2010